# 日本無軌道電車
日本無軌道電車（にほんむきどうでんしゃ）は、兵庫県にかつてあった、阪神急行電鉄（阪急電鉄の前身）宝塚本線の花屋敷駅（後に雲雀丘駅と統合され廃止）近くの花屋敷停留所と新花屋敷（現在の川西市満願寺町付近。満願寺町は川西市の飛地）の間を結んでいた無軌条電車（トロリーバス）路線。日本初のトロリーバス路線として開業したが、開業してから4年で廃線となった。

## 概要
宝塚線花屋敷駅から2km離れた山奥には、かつて温泉が湧いていた。大正時代、大阪心斎橋で呉服店経営に成功した田中数之助がこの地の開発を行うため、すでに設立していた「能勢口土地」という会社を新花屋敷温泉土地と改め、温泉場と遊園地を整備した。しかしここは花屋敷から2km離れている上、坂が続くため湯治客・行楽客は難儀を強いられた。これらの客のために新花屋敷温泉土地はフォードのオープンカーを運転していたのだが、より輸送力の大きい交通手段が求められた。
しかし当時のバスは性能が悪く、厳しい上り坂を登れるだけの力を持っているかどうか定かではなかった。路面電車も鉄車輪のため坂には弱い。そのため一部の国で導入されており、急勾配に強いと考えられていたトロリーバスを建設することにしたのである。田中自身は運輸業の知識に疎かったため、高野登山鉄道の経営に参加していた宇喜多秀穂を経営陣に迎えている。
当時の軌道事業を管轄していた内務省は、初の例ということで困惑したと言われる。しかし1927年には認可が下り、翌年開業させた。社名もこのとき日本無軌道電車と改められた。トロリーバスは新花屋敷の約700m手前のところまでの運行で、途中のつつじが丘（現在の宝塚市花屋敷つつじガ丘）が行き違いを行う交換所となっていた。方向転換は起点の花屋敷停留所ではスペースの関係で転車台を用い、終点の新花屋敷停留所ではループ線を使用し、終点には他に待合室と車庫があったという。道路は未舗装であったため、トロリーバスの通る中央部のみ舗装された。電力は親交の深かった阪神急行電鉄から供給を受けた。車両は日本輸送機製作所（現在の三菱ロジスネクスト）製の箱型のものが2両で、車体長5.5m、車幅1.89m、車高3.0m、定員28名、奥村電機製の20馬力（PSかHPかまでは不明）直流電動機を2基と、2段変速機を装備しており、タイヤとボールベアリング以外はすべて国産だった。当時の記録によると車体色はワインレッドで屋根が白色、窓下と裾部分に黄色の細い帯が巻かれていたという。
当初は延長も考えられており、第二期区間として満願寺山門まで、最終的には多田神社を経て能勢電鉄多田駅まで達する計画であった。
しかし実際に運行してみると、車体の重さのために舗装に亀裂が入り、それによりソリッドタイヤから振動が伝わって乗り心地が悪いだけでなく、その振動が元で故障も多発するようになる。
その上運賃が高いため、下り坂となる帰路はトロリーバスに乗らずに歩く者もあった。更には昭和恐慌のあおりで来客自体が減ったことから、成績は思わしくなかった。借金に追われた田中は失意のまま1929年に他界し、トロリーバスも1932年1月には運休し、4月に廃線となった。なおこの年、京都市で日本初の都市トロリーバス（京都市営トロリーバス）が開業している。
車両はその後、釣鐘山登山口における公衆便所に転用され、戦後に至るまでしばらく使用された。また軌道跡と架線柱も戦後まで放置されていたが、いずれも現在は撤去されている。

## 路線データ
- 路線距離：花屋敷 - 新花屋敷[1]間1.3km[2]
- 電化方式：直流600V[3]（変電所を持たず、阪急より受電）

## 沿革
- 1927年（昭和2年）
  - 11月14日 無軌条電車敷設認可
  - 12月15日 兵庫県知事より無軌道電車敷設許可
- 1928年（昭和3年）
  - 4月18日 起工式
  - 7月10日 敷設工事竣成
  - 7月31日 兵庫県知事より無軌道電車線路変更工事と運転開始認可
  - 8月1日 開業
- 1932年（昭和7年）
  - 1月 休止
  - 4月 廃止

## 停留所一覧
花屋敷 - つつじが丘 - 新花屋敷

## 補注
1. 1 2 3 4 5  吉川 (1994)に掲載されている路線勾配図および1927年11月15日付時事新報（神戸大学附属図書館新聞記事文庫）では本社前、森 (2012)では長尾台
2. 1 2  吉川 (1994)に掲載されている路線勾配図では1,327m
3. 1 2  今尾 (2009)では500V
4. 1 2  森 (2012)によると、阪急花屋敷駅付近の私有地の使用承認が得られなかったため、阪急花屋敷駅から北に130m離れたところに花屋敷停留所を設置している。
5. ↑  『人事興信録. 7版』（国立国会図書館デジタルコレクション）
6. ↑  日本輸送機製作所 黑田豊「新花屋敷無軌道電車の話」『工業評論』 14巻、10号、工業論評社、1928年10月、14-16頁。doi:10.11501/1538721。トロリーバス選定の経緯や車体および車内写真など記載
7. ↑  従来、軌道法を管轄する内務省と鉄道省の協議では、無軌道電車の出願に対して却下する方針であった。
8. ↑  1927年11月15日付時事新報（神戸大学附属図書館新聞記事文庫）。また、認可にあたっては内務省の現地視察などの結果、乗合自動車営業取締規則を参考とした。
9. ↑  『帝国銀行会社要録. 第17版（昭和4年）』（国立国会図書館デジタルコレクション）
10. ↑  田中は1929年11月21日から出社後行方不明となっていたが、当日に南海電車の大和川踏切での事故で轢死していたことが約一か月後に判明した。